# Habrocythere
Habrocythere is een geslacht van uitgestorven kreeftachtigen uit de klasse van de Ostracoda (mosselkreeftjes).

## Soorten
- Habrocythere fragilis Triebel, 1940 †
- Habrocythere labda Gruendel, 1966 †
- Habrocythere teiskotensis (Apostolescu, 1961) Reyment, 1981 †
- Habrocythere triebeli Ainsworth, 1986 †